# ペドロ・アルカラ
ペドロ・アルカラ（Pedro Alcalá、1989年3月19日 - ）は、スペイン・マサロン出身のサッカー選手。セグンダ・ディビシオン・FCカルタヘナ所属。ポジションはDF。

## 経歴
2006-07シーズンのセグンダ・ディビシオンでプロデビュー。
2011年7月、UDアルメリアとサインを交わすもBチームでの出場が主であった。
2013年7月、レアル・ムルシアに移籍し久々にセグンダの地を踏むが8試合に出場したのみで退団した。
2015年8月30日、ジローナFCと4年契約を結んだ。2016-17シーズンはジローナのラ・リーガ昇格に貢献。2017年8月19日のアトレティコ・マドリード戦で念願のラ・リーガデビューを果たした。
2021年8月3日、セグンダ・ディビシオンのFCカルタヘナと2年契約を結んだ。